# Gran Premi del Brasil del 2003
Resultats del Gran Premi de Brasil de Fórmula 1 de la temporada 2003, disputat al circuit d'Interlagos, el 6 d'abril del 2003.

## Resultats
| Pos | No | Pilot                 | Equip              | Voltes | Temps/ Retirada          | Pos. de sortida | Punts |
| --- | -- | --------------------- | ------------------ | ------ | ------------------------ | --------------- | ----- |
| 1   | 11 | Giancarlo Fisichella  | Jordan - Ford      | 54     | 1h 31' 17. 748           | 8               | 10    |
| 2   | 6  | Kimi Räikkönen        | McLaren - Mercedes | 54     | + 0.945 s                | 4               | 8     |
| 3   | 8  | Fernando Alonso       | Renault            | 54     | + 6.348 s                | 10              | 6     |
| 4   | 5  | David Coulthard       | McLaren - Mercedes | 54     | + 8.096 s                | 2               | 5     |
| 5   | 10 | Heinz Harald Frentzen | Sauber - Petronas  | 54     | + 8.642 s                | 14              | 4     |
| 6   | 16 | Jacques Villeneuve    | BAR - Honda        | 54     | + 16.054 s               | 13              | 3     |
| 7   | 4  | Ralf Schumacher       | Williams - BMW     | 54     | + 38.526 s               | 6               | 2     |
| 8   | 7  | Jarno Trulli          | Renault            | 54     | + 45.927 s               | 5               | 1     |
| 9   | 14 | Mark Webber           | Jaguar - Cosworth  | 53     | Accident (a 1 volta)     | 3               |       |
| 10  | 21 | Cristiano da Matta    | Toyota             | 53     | + 1 Volta                | 18              |       |
| Ret | 2  | Rubens Barrichello    | Ferrari            | 46     | Prob. amb el combustible | 1               |       |
| Ret | 17 | Jenson Button         | BAR - Honda        | 32     | Accident                 | 11              |       |
| Ret | 19 | Jos Verstappen        | Minardi - Cosworth | 30     | Virolla                  | 19              |       |
| Ret | 1  | Michael Schumacher    | Ferrari            | 26     | Accident                 | 7               |       |
| Ret | 3  | Juan Pablo Montoya    | Williams - BMW     | 24     | Accident                 | 9               |       |
| Ret | 15 | Antônio Pizzonia      | Jaguar - Cosworth  | 24     | Accident                 | 17              |       |
| Ret | 20 | Olivier Panis         | Toyota             | 17     | Col·lisió                | 15              |       |
| Ret | 12 | Ralph Firman          | Jordan - Ford      | 17     | Suspensions              | 16              |       |
| Ret | 18 | Justin Wilson         | Minardi - Cosworth | 15     | Virolla                  | 20              |       |
| Ret | 9  | Nick Heidfeld         | Sauber - Petronas  | 8      | Motor                    | 12              |       |

## Altres
- Pole: Rubens Barrichello 1' 13. 807

- Volta ràpida: Rubens Barrichello 1' 22. 032 (a la volta 46)